# Väster-Krutsjötjärnen
Väster-Krutsjötjärnen är en sjö i Åsele kommun i Lappland och ingår i Ångermanälvens huvudavrinningsområde.